# 圣母升天主教座堂 (哈尼亚)
圣母升天主教座堂  (英语：Assumption Cathedral, Chania) 是天主教克里特教区的主教座堂，位于希腊克里特岛哈尼亚。

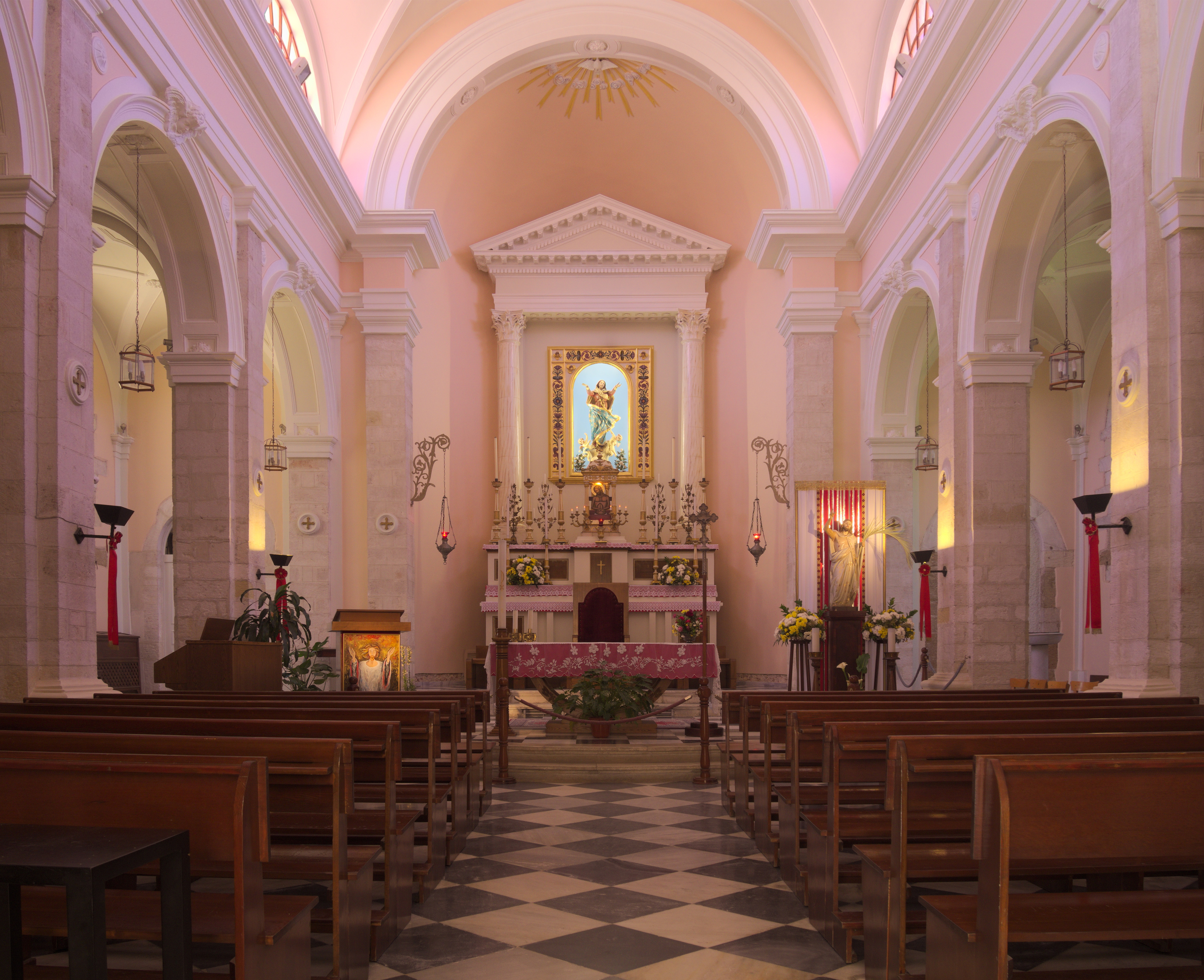
内部

该堂由克里特教区首任主教Aloisio Cannavo建于1879年。2004年，该堂举行了125周年庆典。该堂由嘉布遣会管理。
该教区初创于1213年，1874年由庇护九世恢复。